# Barbara Tyson
Barbara Tyson (Capreol, 1 oktober 1964) is een Canadese actrice.
Tyson werd geboren in Capreol, een  gemeenschap in de stad Greater Sudbury en bracht haar jeugd door in Barrie. Ze begon haar acteer-carrière gecrediteerd als Barbara Bush, waaronder in de jeugdserie The Edison Twins, de soapserie Another World, de sitcom Murphy Brown en de dramaserie Alien Nation. Tyson werd in 1994 genomineerd voor een Gemini Award voor beste gastoptreden in een serie door een acteur of actrice met de soapserie North of 60. Ook werd ze in 2003 genomineerd voor een DVD Exclusive Award voor beste actrice met de komische actiefilm K-9: P.I.. Sinds 2019 is Tyson ook actief als castingdirector.